# Tapis de Pazyryk
Pour les articles homonymes, voir Tapis (homonymie).

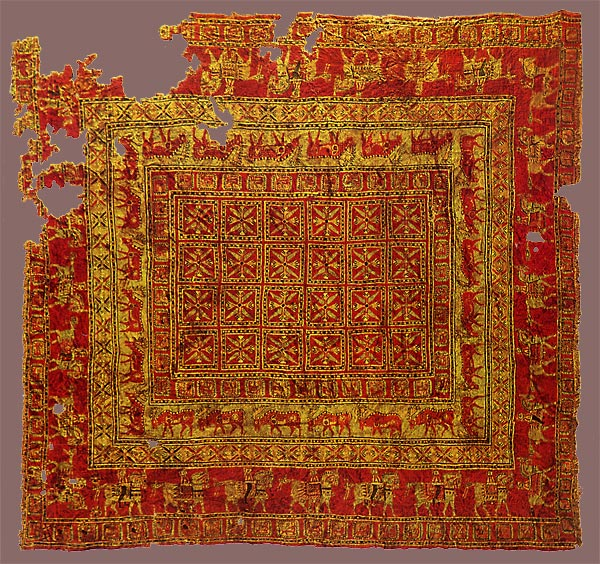
Le tapis Pazyryk

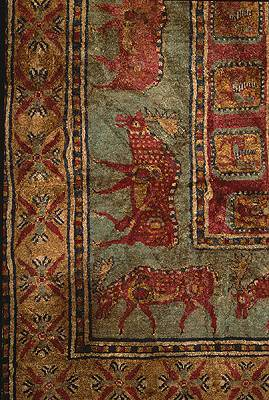
Détail

Le tapis de Pazyryk, dit du Kourgane no 5 ou tapis du Haut-Altaï, est considéré comme un des plus vieux tapis au monde encore conservé. Il est généralement daté du Ve siècle av. J.-C., bien que des études récentes au carbone 14 le datent autour de 328 à 200 av. J.-C.. Il fut découvert par Sergueï Roudenko en 1949 dans la tombe d'un prince scythe située dans la vallée de Pazyryk, dans les monts Altaï en Sibérie, à la sortie du village de Balyktouïoul, dans le raïon d'Oulagan.

## Caractéristiques
Ses dimensions sont d'environ 200 cm× 183 cm et il compte 3 600 nœuds au dm2. Le tapis est en laine nouée sur un modèle de nœud symétrique.
Le tapis a été exceptionnellement bien préservé car il a été conservé dans la glace qui s'était formée dans la tombe à la suite d'une inondation. Son origine est débattue ; certains pensent qu'il est le produit de Scythes, d'autres pensent qu'il a été réalisé par les Perses achéménides.
Les motifs retracent l'errance de cavaliers des steppes qui entretenaient des relations avec des cultures éloignées. On a retrouvé dans le caveau des objets en soie et en bronze provenant de l'autre côté de la muraille de Chine.
Il est actuellement conservé au Musée de l'Ermitage à Saint-Pétersbourg.